# Angle de càmera

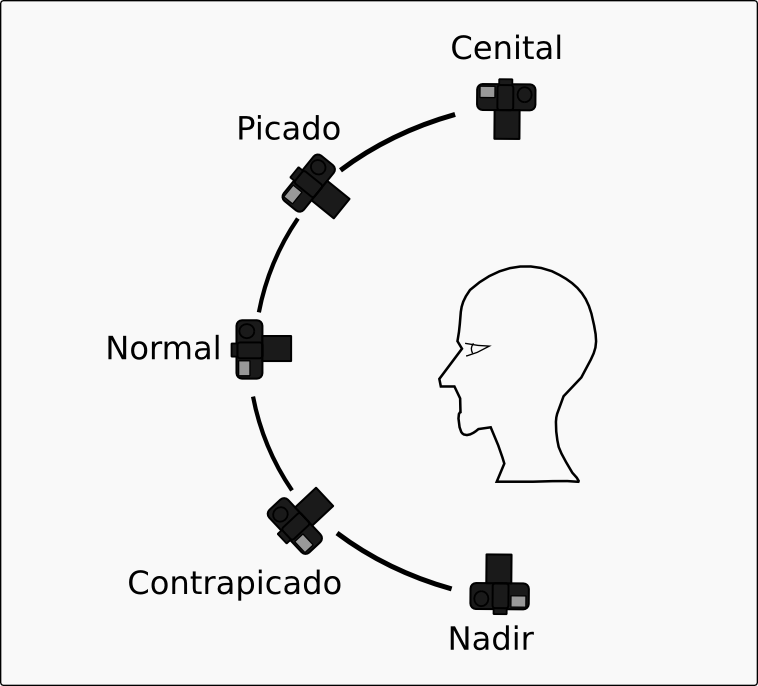
Representació gràfica dels diferents angles de càmera

L'angle de la càmera és l'angle i posició d'una càmera tant fotogràfica com de cinema. Aquest serveix per determinar la relació que s'estableix entre els elements dins de l'escena i l'espectador, per la qual cosa pot variar en funció del que es vol transmetre. Dintre de l'àmbit cinematogràfic és molt habitual utilitzar diversos angles de càmera en una mateixa escena, per tal de retratar-la des de diferents punts de vista.

## Els angles i el seu impacte en la vida
Quan la càmera es col·loca en relació amb el subjecte pot afectar la manera en què l'espectador percep aquest el que li donarà una experiència diferent i a vegades emoció. Un punt de vista és la distància i l'angle aparents des del qual la càmera veu i grava el subjecte.

## Tipus
- Angle normal: Aquest és un dels més habituals en el cinema. La càmera es troba paral·lela al terra de manera que se situa l'espectador a l'altura dels ulls dels personatges per tal de generar una sensació d'estabilitat i tranquil·litat o descriure una cosa de manera objectiva.[1]
- Angle picat: És un angle oblic superior, és a dir, la càmera es localitza des d'un punt de vista superior als elements que apareixen en escena, els quals queden en una posició d'inferioritat, debilitat, submissió i fins i tot de ridiculesa davant de l'espectador, qui adquireix una posició de superioritat. En l'àmbit de la fotografia aquest tendeix a reduir el pes visual dels elements retratats excepte en el paisatge, en el que dona sensació de profunditat.[2]
- Angle contrapicat: És el contrari de l'angle picat. Té un angle oblic inferior, és a dir, per sota de l'altura dels ulls i lleugerament cap amunt. La càmera es localitza en un punt baix de manera que els elements de l'escena queden en una posició de superioritat i poder en referència a l'espectador, que es troba completament dominat i insegur davant de la figura que apareix en pantalla. És molt utilitzat en la fotografia arquitectònica i recurrent en el cinema a l'hora de representar, per exemple, el personatge dolent de la pel·lícula. És interessant l'ús d'aquest en la propaganda feixista, en la qual s'utilitzava per transmetre la superioritat de la figura del dictador.[3]
- Angle nadir: Aquest és un tipus d'angle molt poc habitual. La càmera se situa en un angle totalment perpendicular al terra. En fotografia sol ser utilitzat per la fotografia d'edificis.[4]
- Angle zenital: És l'angle picat portat a l'extrem, ja que la càmera se situa totalment perpendicular al terra, de dalt abaix. Dins del cinema, aquest tipus d'angle dona la sensació de que hi ha una presència omnipresent que observa l'escena des de dalt.

## Anomenar una configuració de la càmera
Durant la producció i postproducció, cal donar una identitat alfanumèrica única per a cada angle de la càmera, etiquetades com a "escenes". (Per exemple: "Escena 24C".) Algunes lletres s'eviten perquè es veuen com o números (per exemple, una "S" pot semblar un "5").